# Astragalus peltopsis
Astragalus peltopsis là một loài thực vật có hoa trong họ Đậu. Loài này được (Rech. f. & Edelb.) Podl. & Rech. f. miêu tả khoa học đầu tiên năm 1999.